# Bayerische D I
Die D I der Königlich Bayerischen Staatsbahn war eine Rangier-Tenderlokomotive mit zwei Kuppelachsen.
Die D I wurde in drei Serien zu je sechs, fünf und vier Fahrzeugen zwischen 1871 und 1875 angeschafft. Bestimmungsgemäß war der konstruktive Aufbau dieser Lokomotiven einfach und robust. Der Rahmen war als Doppelrahmen ausgeführt, in dessen Vorderteil zwischen den Rahmenwangen Wasserkästen eingehängt wurden. Da sich der vorhandene Wasservorrat von 1,74 m³ selbst für eine nur im Bahnhofsgebiet tätige Rangierlok als zu klein erwies, wurden bei einigen Lokomotiven in den 1880er Jahren zusätzliche seitliche Wasserkästen angebracht. Die außenliegende Stephensonsteuerung bewegte die obenliegenden Schieber der waagrechten Zylinder. Die Lokomotiven konnten durch eine Extersche Wurfhebelbremse gebremst werden.
Die D I versahen Verschubdienst auf kleinen und mittleren Bahnhöfen, so z. B. in Schwandorf, Straubing oder Neumarkt i. d. Oberpfalz. 13 Lokomotiven waren beim Übergang der Bayerischen Staatsbahn auf das Reich noch vorhanden. Für sieben waren von der Deutschen Reichsbahn die Betriebsnummern 88 7011–7017 vorgesehen, die Maschinen wurden aber noch vor der Umzeichnung ausgemustert.